# Viktor Rasjnikov

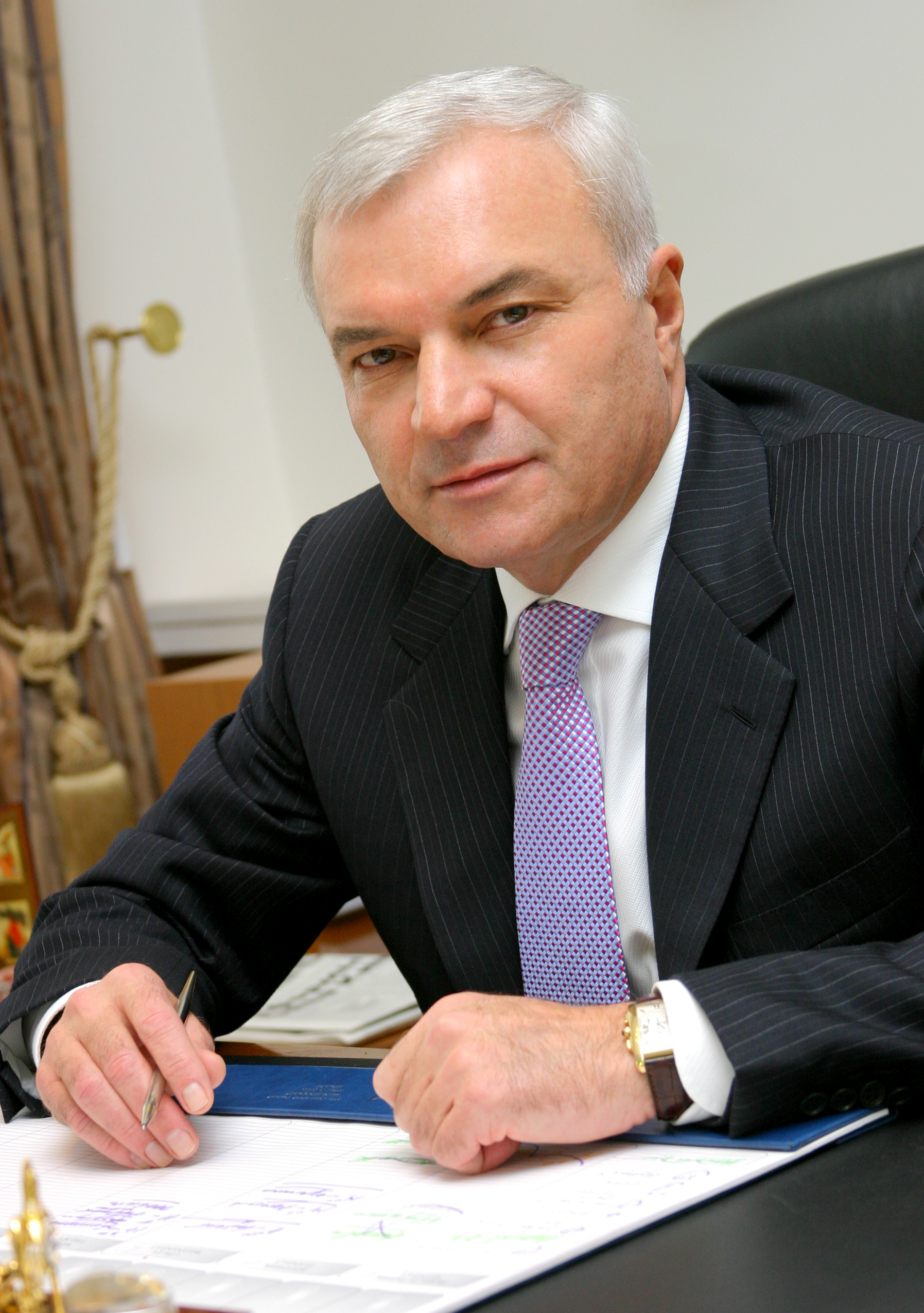
Viktor Rasjnikov

Viktor Filippovitsj Rasjnikov (Russisch: Виктор Филиппович Рашников) (Magnitogorsk (oblast Tsjeljabinsk), 13 oktober 1948) is de eigenaar en voorzitter van de Raad van Bestuur van het Metallurgisch Kombinaat van Magnitogorsk (MMK), de grootste staalfabrikant van Rusland. Hij is de rijkste man van de Oeral en wordt gerekend tot de Russische oligarchen. In 2006 werd zijn vermogen door Forbes geschat op 3,6 miljard dollar (20e naar rijkdom van Rusland).
Rasjnikov werd geboren in een arbeidersfamilie. Vanaf 1967 begon hij te werken voor MMK als technicus voor de reparatie-eenheid van het bedrijf. In 1974 studeerde hij af aan het Mijnbouw-Metallurgisch Instituut van Magnitogorsk. Hij vervolgde zijn carrière binnen het bedrijf en werd in 1991 senior-ingenieur en eerste vicedirecteur van het bedrijf. In 1996 behaalde Rasjenikov zijn kandidatstitel en twee jaar later zijn doctorstitel. Sinds 1997 is hij algemeen directeur van het bedrijf. Onder zijn leiding werd de teruggang in productie omgezet naar een 65% stijging tussen 1997 en 2002. Daarnaast zorgde hij ervoor dat de lonen stegen en stabiliseerden en dat het complex van MMK werd geherstructureerd om aan de eisen van de markt te kunnen voldoen.
Hij investeerde niet in buitenlandse bedrijven, zoals veel andere Russische oligarchen deden, maar kocht in plaats daarvan meer dan 99% van de aandelen van MMK op. In februari 2005 stopte hij als algemeen directeur en werd hoofd van de Raad van Bestuur van MMK.

## Sancties
In februari 2022 werd Rasjnikov toegevoegd aan de sanctielijst van de Europese Unie omdat hij "verantwoordelijk is voor het actief ondersteunen en uitvoeren van acties en beleid die de territoriale integriteit, soevereiniteit en onafhankelijkheid van Oekraïne ondermijnen en bedreigen, evenals de stabiliteit en veiligheid in Oekraïne".
1. ↑  (en) Council Decision 2014/145/CFSP of 17 March 2014 concerning restrictive measures in respect of actions undermining or threatening the territorial integrity, sovereignty and independence of Ukraine. Europese Commissie (25 februari 2022). Geraadpleegd op 15 oktober 2022.